# Фернандес, Марсело
Марсе́ло Фабиа́н Ферна́ндес Бени́тес (исп. Marcelo Fabián Fernández Benítez; род. 25 октября 2001, Ита, Сентраль) — парагвайский футболист, нападающий клуба «Либертад». Участник Олимпийских игр 2024 в Париже.

## Клубная карьера
Фернандес — воспитанник клуба «Либертад». 16 августа 2021 года в матче против 12 октября он дебютировал в парагвайской Примере. В своём дебютном сезоне Марсело стал чемпионом страны. В 2022 году Фернандес на правах аренды перешёл в «Такуари». 5 февраля в матче против «Ресистенсии» он дебютировал за новую команду. 11 марта в поединке против «Спортиво Лукеньо» Марсело забил свой первый гол за «Такуари». По окончании аренды Фернандес вернулся в «Либертад». 17 августа 2023 года в поединке Кубка Парагвая против «Соль де Америка» Масрело забил свой первый гол за клуб. 

## Международная карьера
В 2024 году Фернандес был включён в заявку олимпийской сборной Парагвая на участие в Олимпийских играх в Париже. На турнире он сыграл в матчах против команд Японии, Израиля, Мали и Египта. В поединках против изралитян и малийцев Масело забил три гола.

## Достижения
Командные
 «Либертад»
- Победитель парагвайской Примеры (3) — Апертура 2021, Апертура 2023, Клаусура 2023
- Обладатель Кубка Парагвая (1) — 2023